# Poarta sărutului
Poarta sărutului este o sculptură în piatră, realizată de Constantin Brâncuși, parte a tripticului Ansamblului Monumental din Târgu Jiu. Lucrarea a fost amplasată pe locul ei în luna octombrie 1937 și a fost sculptată în prima parte a anului 1938, fiind finalizată la 20 septembrie și inaugurată la 	27 octombrie 1938.
Aceste opere simbol semnate de Constantin Brâncuși au fost recunoscute oficial, la nivel mondial, pentru valoarea uriașă culturală. Ansamblul cuprinde sculpturile celebre ale artistului român: „Masa Tăcerii“, „30 de scaune pătrate“, „Poarta sărutului“ și „Coloana Infinitului”.
Decizia de înscriere a Ansamblului Monumental „Calea Eroilor” și a Frontierelor Imperiului Roman-Dacia în Lista Patrimoniului Mondial UNESCO a fost aprobată de Comitetul Patrimoniului Mondial. Ansamblul cuprinde sculpturile celebre ale artistului român: „Masa Tăcerii“, „30 de scaune pătrate”, „Poarta Sărutului“ și „Coloana Infinitului“.

## Descriere
Poarta sărutului, care se află amplasată pe aleea de la intrarea din parcul orașului, este un trilit  dăltuit din piatră poroasă, extrasă din carierele aflate în împrejurimi, fiind alcătuită din două coloane groase, paralelipipedice, ce sprijină o arhitravă cu dimensiuni mai mari decât ale coloanelor, având lățimea de 6,45 m, înălțimea de 5,13 m și grosimea de 1,69 m.
Pe fețele fiecărei coloane se regăsește simbolul sărutului, două jumătăți ale unui cerc, atât de caracteristic operei lui Brâncuși. Arhitrava are de asemenea încrustat acest simbol, ca un fel de filigran. În plus, tot în filigran se află încrustații ce aduc cu un fel acoperiș al porții, ca și când poarta ar fi acoperită cu șindrilă. Bolta porții are un ornament liniar delicat: este o continuitate de arcuri mici, iar mai sus, pe trei linii orizontale, întâlnim continuarea unor forme ovale identice, de parcă ar fi conturul feței și al umerilor.
Poarta sărutului arată ca un arc de triumf, simbolizând triumful vieții asupra morții.

## Originea proiectului
Ca și în cazul Coloanei infinitului, ideea Porții era mult mai veche decât momentul transpunerii în piatră a monumentului. 
În 1907 Brâncuși realizase o primă versiune a Sărutului care, simplificată, devenea în 1910 monument funerar în cimitirul Montparnasse. În 1916, sculptorul termina o Coloană a sărutului, alcătuită prin asamblarea a 4 blocuri pe care figurile și trupurile, aproape contopite, abia se mai deosebesc, fiind parcă prefăcute în două stane vecine, încremenite pe cele patru laturi ale acestui fragment arhitectural. Catalogul expoziției personale deschise de Brâncuși în 1933—34 la Brummer Gallery din New York menționează, de asemenea, prezența unei „Coloane a sărutului” ca parte a proiectatului Templu al contemplației, pe care sculptorul urma să-l ridice în Indore.
Referindu-se la aceste coloane, Brâncuși îi mărturisea sculptoriței Malvina Hoffman : „La început am săpat în piatră grupul celor două făpturi înlănțuite..., în urmă, după lung timp m-a purtat gândul spre chipul unei porți prin care să se poată trece dincolo. Acum am intenția, să dezvolt siluetele în motivul de deasupra porții”. 
Motivul sărutului prezentat pe stîlpii laterali sub forma stilizată a unor pupile uriașe este regăsit de-a lungul lintoului Porții. Brâncuși spunea „Ce e sus mic, jos este mărit”.

## Aprecieri
Mircea Eliade spunea: „Sunt unele teme din literatura noastră populară extraordinar de bogate din punct de vedere dramatic. De pildă Poarta, care împlinește în viața poporului român rolul unei făpturi magice, care veghează la toate actele capitale din viața insului. Prima trecere pe sub poartă înseamnă aproape o intrare în viață, în viața reală de-afară. Poarta veghează la căsătorie, și pe sub poartă mortul e dus, solemn, spre lăcașul de veci. Este, atunci, o reîntoarcere în lumea dintâi: ciclul e închis, și poarta rămâne mai departe, cu un om mai puțin, să vegheze alte nașteri, alte nunți, alte morți”.
Barbu Brezianu nota: „Printr-o serie de decantări ale temei Sărutului, Brâncuși a ajuns la realizarea unei compoziții de o extremă precizie și amploare; un șir de 40 de perechi de îndrăgostiți așezați față în față, cu genunchii strînși și a căror curbură — nu mult depărtată de versiunea în piatră a monumentului funerar din cimitirul Montparnasse din 1910 — evocă ritmul unor arcade geminate. O linie mediană, întreruptă de brîul infinit al brațelor ce se petrec unul cu altul, formînd un dublu chenar, desparte trupurile alipite; din chipurile lor se văd doar ochii, gura (redusă la o minusculă trăsătură de unire) și părul, sugerat prin cîteva incizii grațios serpuite ce încadrează fețele îmbrățișaților”.

## Restaurări

### 2003
Poarta Sărutului a fost restaurată în 2003, când lucrările, finanțate cu fonduri de la Banca Mondială, au durat mai bine de un an, ocazie cu care autoritățile au amenajat și parcul în care se află monumentul.

### 2010
În noiembrie 2010, în baza unui proiect aprobat de către un restaurator autorizat din cadrul Ministerului Culturii și Cultelor, pentru a proteja monumentul de înghețul iernii, microfisurile apărute în partea superioară a monumentului au fost acoperite cu silicon utilizat în construcții civile.

### 2013
În perioada septembrie-octombrie 2013, Institutul Național al Patrimoniului a alocat fonduri în vederea realizării proiectului de restaurare și conservare a monumentului. Lucrările includeau înlocuirea tablei de plumb existente, aplicarea unei izolații bituminoase, curățarea pietrei, biocidare și hidrofugare.
La 24 octombrie 2013, a avut loc recepția tehnică a lucrărilor de reabilitare a Porții Sărutului din Târgu Jiu. Ziua a fost marcată de un scandal, proiectantul lucrărilor de restaurare, Dorin Dănilă, acuzând executantul lucrărilor că ar fi spălat Poarta cu jet de apă sub presiune, asemănător celor din spălătoriile auto, ceea ce a dus la îngălbenirea acesteia, datorită ieșirii la suprafață a sărurilor de fier din monument. Prin acțiunea rudimentară de curățare, pe suprafața de travertin a început să se formeze un strat de săruri. De aceea, în 2014, poliția a deschis un dosar penal pentru distrugere în cazul operelor lui Constantin Brâncuși din Tg Jiu spălate cu jet de apă sub presiune.

## Vezi și
- Lista sculpturilor lui Constantin Brâncuși